# Spergula morisonii
Spergula morisonii là loài thực vật có hoa thuộc họ Cẩm chướng. Loài này được Boreau miêu tả khoa học đầu tiên năm 1847.